# アルバイトKIDS★GO!
「アルバイトKIDS★GO!」（アルバイトキッズゴー!）は、高瀬綾による日本の漫画作品。
『なかよし』（講談社）にて1995年8月号から1996年1月号まで連載された。全6話。単行本は同社の講談社コミックスなかよしより全1巻が刊行された。

## 書誌情報
- 高瀬綾 『アルバイトKIDS★GO!』 講談社〈講談社コミックスなかよし〉、1996年4月5日第1刷発行、ISBN 4-06-178830-2